# Marathon van Brussel 2010
De marathon van Brussel 2010 vond plaats op zondag 10 oktober 2010. Het was de zevende editie van deze marathon.
De wedstrijd werd bij de mannen gewonnen door de Keniaan Levi Matebo in 2:13.30. Op de finish had hij een ruime voorsprong op zijn landgenoot Kenneth Korir, die in 2:16.51 over de finish kwam. William Suparimuk maakte het Keniaanse podium compleet door derde te worden in 2:22.16. Bij de vrouwen won de Nederlandse Mariska Dute de wedstrijd in 2:59.16.
Het evenement deed tevens dienst als Belgisch kampioenschap op de marathon. De nationale titels werden gewonnen door Gino Van Geyte (4e in 2:23.24) en Carline Deseyn (2e in 3:03.32).
Naast de hele marathon kende het evenement ook een halve marathon, Ladies Run en Mini Marathon. De deelnemersaantallen waren als volgt:
| wedstrijd      | inschrijvingen | deelnemers | finishers |
| -------------- | -------------- | ---------- | --------- |
| halve marathon | 6233           | 4916       | 4870      |
| marathon       | 2546           | 2092       | 2005      |
| Ladies Run     | 546            | 427        | 412       |
| Mini Marathon  | 561            | 479        | 471       |
| Totaal         | 9886           | 7914       | 7758      |

## Uitslagen

### Marathon
Mannen
| rang   | naam                | land | tijd    |
| ------ | ------------------- | ---- | ------- |
| Goud   | Levi Matebo         | KEN  | 2:13.30 |
| Zilver | Kenneth Korir       | KEN  | 2:16.51 |
| Brons  | William Suparimuk   | KEN  | 2:22.16 |
| 4      | Gino Van Geyte      | BEL  | 2:23.24 |
| 5      | Koen Neven          | BEL  | 2:23.26 |
| 7      | Vladimir Tonchinski | BLR  | 2:28.42 |
| 9      | Michel Verhaeghe    | FRA  | 2:29.51 |
| 10     | Vincent Ternet      | BEL  | 2:31.35 |
| 13     | Pieter Vermeesh     | BEL  | 2:36.52 |

Vrouwen
| rang   | naam              | land | tijd    |
| ------ | ----------------- | ---- | ------- |
| Goud   | Mariska Dute      | NED  | 2:59.16 |
| Zilver | Carline Deseyn    | BEL  | 3:03.32 |
| Brons  | Marijke Langemark | BEL  | 3:06.54 |

### Halve marathon
Mannen
| rang   | naam                  | land | tijd    |
| ------ | --------------------- | ---- | ------- |
| Goud   | Abdeljebbar Sihammane | BEL  | 1:09.24 |
| Zilver | Giovanni Paris        | ITA  | 1:10.05 |
| Brons  | Abdessamad Asri       | BEL  | 1:10.47 |

Vrouwen
| rang   | naam              | land | tijd    |
| ------ | ----------------- | ---- | ------- |
| Goud   | Ysabelle Vuillard | BEL  | 1:22.36 |
| Zilver | Samantha Woodward | FRA  | 1:26.53 |
| Brons  | Virginie Soenen   | BEL  | 1:28.09 |

2004 ·
2005 ·
2006 ·
2007 ·
2008 ·
2009 ·
2010 ·
2011 ·
2012 ·
2013 ·
2014 ·
2015 ·
2016 ·
2017 ·
2018 ·
2019 ·
2022 ·
2023 ·
2024 ·
2025